# Sören Karlsson
Sören Karlsson (ur. 23 października 1946 w Örebro) – szwedzki żużlowiec.
Brązowy medalista indywidualnych mistrzostw Szwecji (Kumla 1977).
Reprezentant Szwecji na arenie międzynarodowej. Dwukrotny finalista drużynowych mistrzostw świata (Norden 1975 – brązowy medal, Wrocław 1977 – IV miejsce). Wielokrotny uczestnik eliminacji indywidualnych mistrzostw świata (najlepszy wynik: 1977 – V miejsce w finale szwedzkim; awans do finału światowego jako zawodnik rezerwowy).
W lidze brytyjskiej reprezentował barwy klubów: Coventry Bees (1973), Sheffield Tigers (1975) oraz Swindon Robins (1976–1978).